# 中联重科
中联重科股份有限公司（简称中联重科，深交所：000157、港交所：1157）是一家中国工程机械装备制造企业，也是中国唯一一家在上海和香港上市的重工企业。
主要从事建筑工程、能源工程、交通工程、環保工程、農用、救災用等所需重大装备的研发制造。创立于1992年，前身为1956年在北京设立的长沙建设机械研究院。2008年成为全球第六大工程机械制造商和最大的混凝土机械制造供应商。截止2012年，中联重科年均复合增长率超过65%，为全球增长最为迅速的工程机械企业。中联重科产品包括混凝土机械、起重机械、筑路机械、环保机械、消防机械等等。

## 历史沿革
1992年9月28日，长沙中联建设机械产业公司成立。2000年转型为长沙中联重工科技发展股份有限公司，并于深圳证券交易所发行A股股票。2001年收购英国保路捷公司。2002年以承债方式收购湖南机床厂。2003年，长沙建机院、中联重科、浦沅集团、浦沅工程机械有限公司实现四方重组并购。2004年入选深证100指数成份股。2008年6月，中联重科与弘毅投资、高盛公司和曼达林基金正式签署协议，收购世界三大混凝土机械制造商之一的意大利赛法（Compagnia Italiana Forme Acciaio S.p.A.；CIFA）100%股权后，混凝土机械产品市场占有率跃居全球第一。2008年全球工程机械行业排名中，中联重科位列第17位；全国工程机械行业利润排名第1位。
2010年12月，中联重科在香港進行公開招股，招股介乎13.98至18.98港元，集資最多約165億元。12月24日，中联重科在香港交易所上市，掛牌首日以16.18元收市，較招股價 14.98元升8.14%。2011年，以规模突破500亿元大关的业绩，再度跻身全球工程机械10强行列位列第8，排序较上年上升2位。
中联重科目前生产具有完全自主知识产权的13大类别、28个系列，450多个品种的主导产品，2011年公佈上市全球最大全地面吊車QAY2000型，专用动臂可覆盖所有3MW及以下风力发电机组。
2013年12月中聯重科26日在北京舉行發布會，宣布收購全球乾混砂漿設備第一品牌德國M-TEC公司。該收購已於12月20日在德國正式簽約，但具體收購價格並未現場透露。
2015年4月15日，中联重科在长沙麓谷工业园其自建的工程机械博物馆发布其新产品涂装——星耀灰、砂砾灰、极光绿。

## 工业园区
目前中联重科在全世界拥有9大工业园区，生产不同类型的工程机械。园区总面积近300万平方米。
| 名称         | 位置           | 面积         | 生产线                                                         |
| ------------ | -------------- | ------------ | -------------------------------------------------------------- |
| 中联科技园   | 湖南长沙银盆岭 | 65333平方米  | 清扫车、洒水车等环卫机械和消防机械                             |
| CIFA工业园   | 意大利米兰近郊 | -            | 混凝土泵车、混凝土泵、带泵搅拌运输车、砂浆泵等混凝土机械       |
| 华阴工业园   | 陕西华阴       | 706757平方米 | 推土机、挖掘机、履带式装载机等土石方机械                       |
| 沅江工业园   | 湖南沅江       | 137980平方米 | 搅拌车、搅拌站等混凝土机械                                     |
| 灌溪工业园   | 湖南常德灌溪镇 | -            | 建筑起重机械、20吨以下汽车起重机、专用车辆和车桥、油缸等配套件 |
| 松江工业园   | 上海松江       | -            | 旋挖钻机等桩工                                                 |
| 马桥河工业园 | 湖南长沙望城区 | -            | 城市环卫机械、路面机械等                                       |
| 泉塘工业园   | 湖南长沙       | -            | 汽车起重机和履带式起重机、全地面起重机                         |
| 麓谷工业园   | 湖南长沙麓谷   | 85000平方米  | 凝土机械、路面机械、汽车起重机底盘等                           |

## 集团成员
| - 广东中联南方建设机械有限公司 - 北京中联新兴建设机械租赁有限公司 - 上海昊达建设机械设备租赁有限公司 - 湖南中联国际贸易有限责任公司 - 中联保路捷股份有限公司（英国） - 长沙浦沅进出口有限公司 - 长沙浦沅设备租赁有限公司 - 长沙浦沅废旧物资有限公司 - 长沙高新技术产业开发区中旺实业有限公司 - 湖南中宸钢品制造工程有限公司 - 湖南特力液压有限公司 - 湖南中联重科专用车有限责任公司 - 湖南中联重科智能技术有限公司 - 湖南浦沅工程机械总厂上海分厂 - 中联重科海湾公司 - 湖南中联重科结构件有限责任公司 - 湖南中联重科车桥有限公司 - 中联重科物料输送设备有限公司（原名华泰重工） - 陕西中联重科土方机械有限公司 - 西安黄河锦宏挖掘机有限公司 | - 陕西黄工格力特进出口有限公司 - 苏州邦乐汽车车桥有限公司 - 襄樊邦乐车桥有限公司 - 湖南车桥资阳汽车底盘有限公司 - 湖南汽车车桥厂铸锻厂 - 中联重科（香港）控股有限公司 - 中联海外投资管理（香港）有限公司 - 中联重科国际贸易（香港）有限公司 - 中联重科租赁（香港）有限公司 - 中联CIFA（香港）股份有限公司 - 中联重科融资租赁（澳大利亚）有限公司 - 中联重科澳大利亚-新西兰有限公司 - 中联CIFA（卢森堡）股份有限公司 - CIFA（卢森堡）股份有限公司 - CIFAWW - CIFA S.p.A. |

## 涉及事件
2013年5月，《新快报》以文章《中联重科再遭举报财务造假记者暗访证实华中大区涉嫌虚假销售》报道其A、H股上市公司2012年在华中大区涉嫌销售造假。10月18日，新快报记者陈永洲被长沙警方以“涉嫌损害商业信誉罪”跨省刑事拘留。10月23日，新快报头版刊登社评呼吁放人，其中“敝报虽小，穷骨头，还是有那么两根的”一句在中国大陆媒体界引起巨大反响。10月26日，随着其他媒体进一步曝光，真相浮出水面，陈永洲向民警坦承其受人指使，收取特定关系人人民币50万元有组织地捏造事实对中联重科进行诬蔑诋毁。其后舆论纷纷转而指责陈永洲及《新快报》。10月27日，《新快报》在其头版登出道歉声明。10月31日，陳永洲被吊销记者证，之后《新快报》主编亦被撤换。此次媒体丑闻被相关媒体界人士称为“中国新闻史上最黑暗的日子之一”。